# Dura Europo
Dura Europo ou Dura-Europo (em latim: Dura Europus; Dura, termo babilônico que faz referência a fortaleza, e Europos/Europus, local de nascimento de Seleuco Nicátor, a quem é atribuída sua fundação) foi uma antiga cidade de origem grego-macedônica fundada no ano de 300 a.C. sobre restos de uma localidade semita. Está situada na atual Síria, a meio caminho entre Alepo e Bagdá, nas margens do Eufrates, num ponto estratégico de várias importantes rotas comerciais da Antiguidade, no local onde se ergue a atual Salihiye.
Juntamente com Edessa e Nísibis (atual Nusaybin), formava parte da rede de comunicações do Império Selêucida. No século II a.C. foi ocupada pelo Império Parta. Não obstante, permaneceu sob a influência artística do helenismo grego, o que se pode observar com clareza no templo de Ártemis.

## Ocupação romana

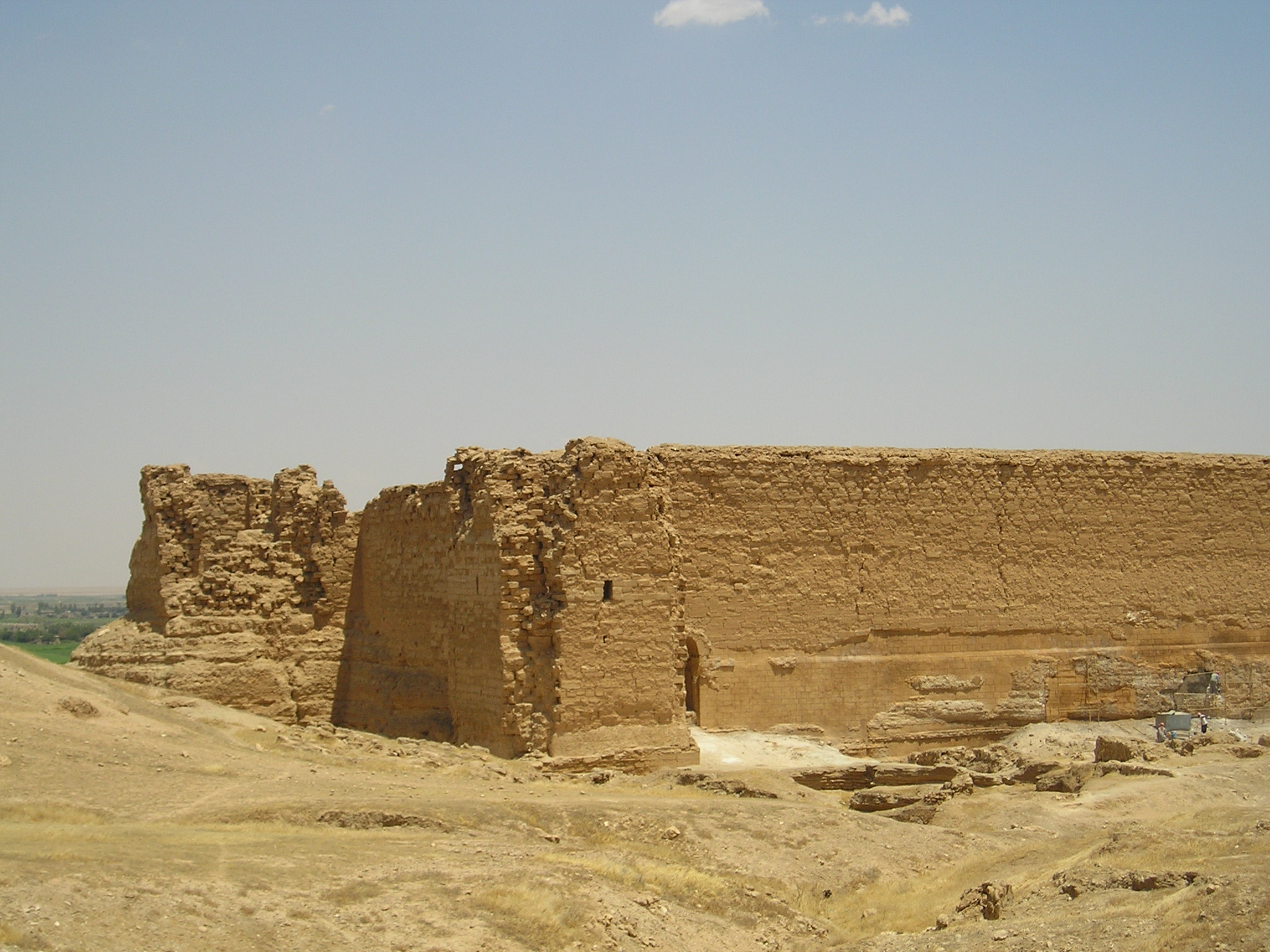
Restos da cidadela e do palácio de Dura Europo

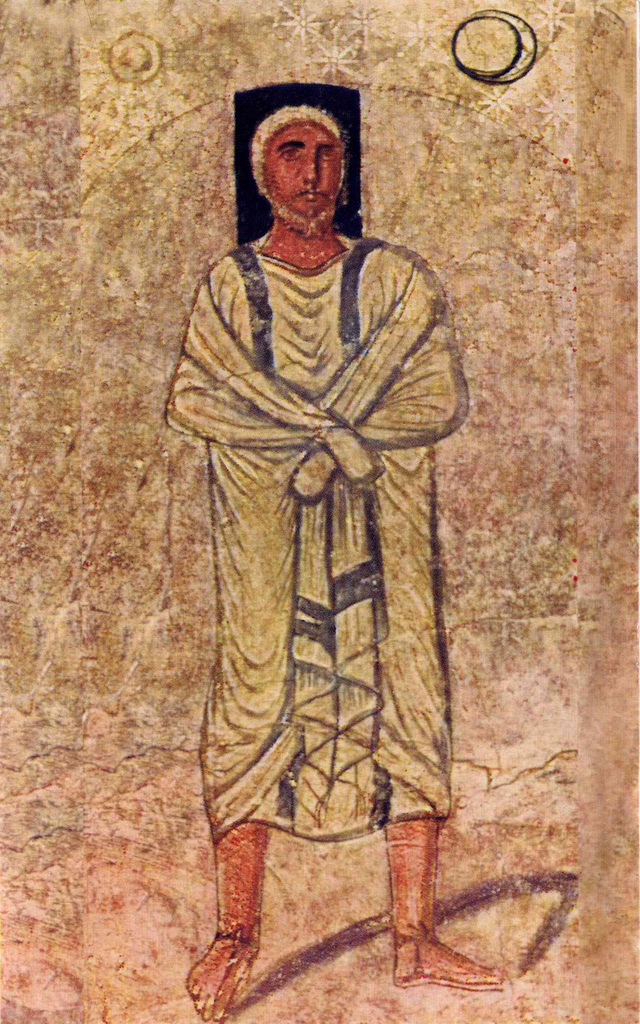
Afresco na sinagoga

Após a ocupação romana, manteve sua condição estratégica, como ponto de contacto das caravanas. Juntamente com Palmira, constituiu uma espécie de enclave neutro, o que permitiu manter um comércio de mercadorias e estar ausente da maioria dos conflitos da época. Das boas relações com Palmira dá testemunho o fato de se haver construído dois templos em honra de seus deuses, Bel e Arsu. Desta forma, desenvolveu-se uma cultura urbana singular, mistura de todas as da época, onde se encontram templos a Mitra, aos deuses gregos (Zeus chegou a ter três templos), romanos, deidades locais, sinagogas e, inclusive, a nova e ascendente religião cristã, estando aí localizada a igreja mais antiga de que se tem notícia. Durante todo este tempo, ainda que nominalmente sob soberania romana, eram os partas que controlavam a liberdade de comércio das cidades, num tipo de acordo entre Roma e a Pártia.
A expansão de Trajano, que fortaleceu os limites do Império Romano, determinaram para Dura Europo um novo papel como cidade fronteiriça, tendo sido conquistada pela Legio III Cyrenaica, em cuja honra foi levantado um arco do triunfo. Estabelece-se uma poderosa guarnição para o controle dos partas. Na nova reorganização territorial foi incorporada à província romana da Mesopotâmia, embora tenha mais tarde voltado a fazer parte da Síria. Foram reforçadas suas defesas militares e os acampamentos estenderam-se ao norte da cidade. Entretanto, foram restaurados os velhos templos e construídos outros novos, sempre mantendo o respeito às características próprias de um lugar onde as mais variadas crenças tinham o seu espaço. Foi construído um anfiteatro nos tempos de Septímio Severo. Este foi o seu momento de maior esplendor.
Depois, com a chegada dos sassânidas em meados do século II d.C., a cidade entrou em um período de decadência, sendo completamente destruída, embora sem se saber exatamente a data (talvez sob o reinado de Sapor I). Sabe-se, porém, que foi visitada pelo imperador romano Juliano nos primeiros dias de abril do ano 363, pouco antes de sua morte no campo de batalha. Fora render homenagem à tumba de seu antecessor Gordiano III, morto durante a luta contra os sassânidas.

## Sítio arqueológico

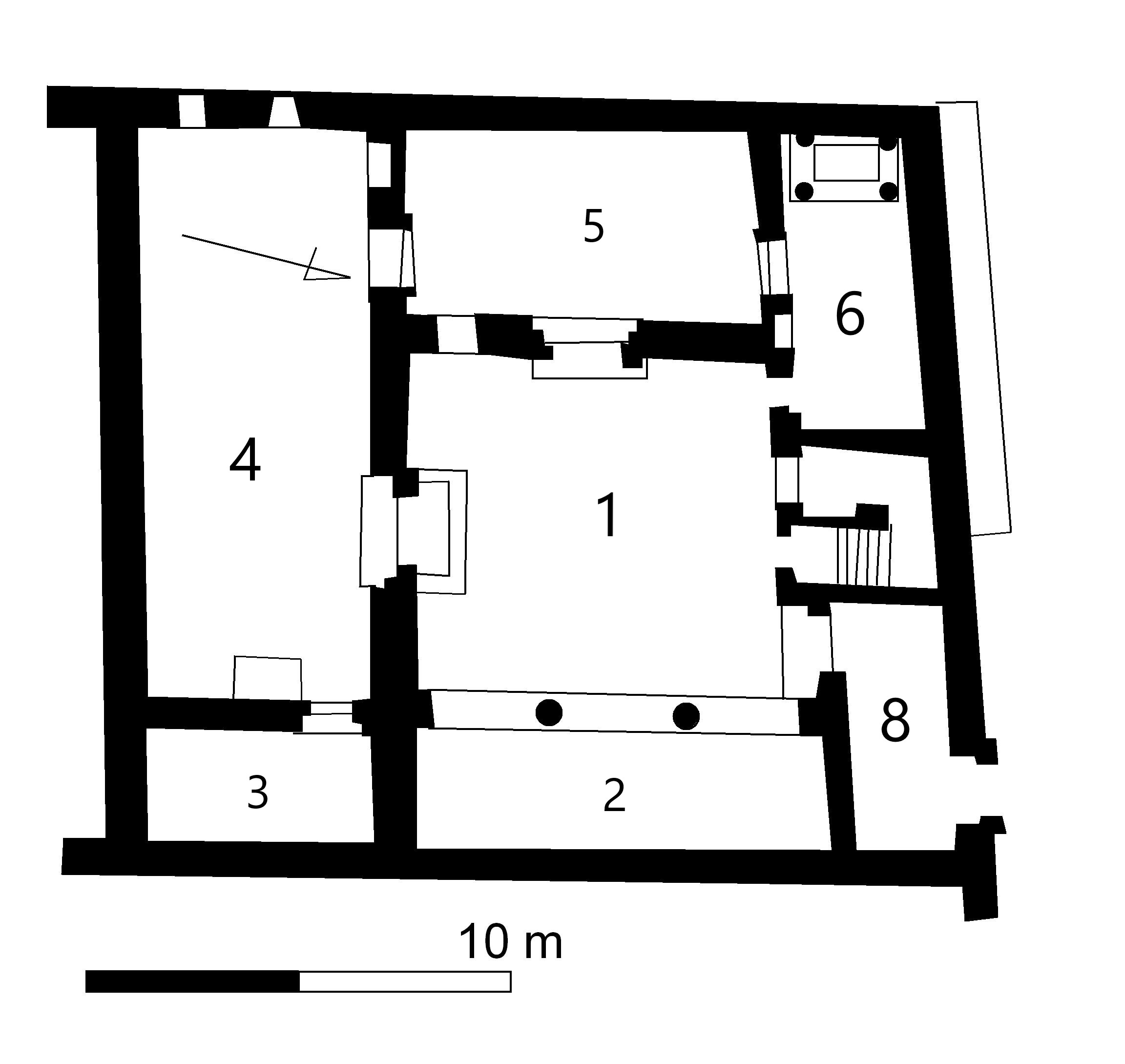
Planta da Igreja cristã

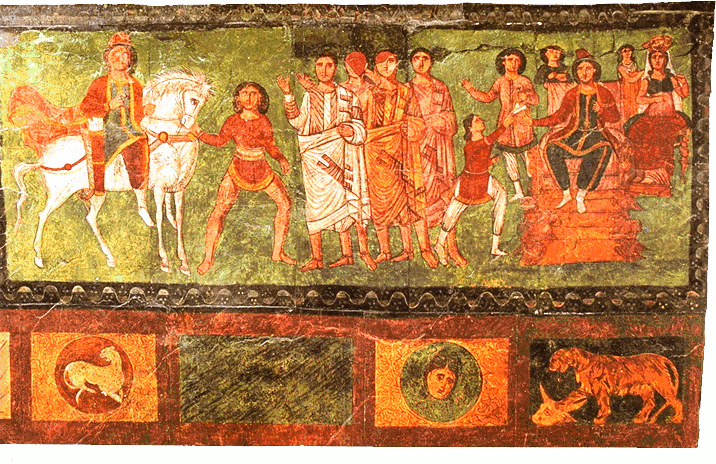
Pinturas da sinagoga que se encontram no Museu de Damasco

As ruínas foram descobertas no primeiro terço do século XX por soldados do Império Britânico, e são escavadas periodicamente por equipes internacionais dirigidas pela Universidade de Yale com a participação de arqueólogos franceses, e com o consentimento do governo sírio. No Museu de Damasco encontram-se pinturas das sinagogas e um batistério cristão, bem como muitos remanescentes arquitetônicos de outros templos, relevos e outros materiais arqueológicos que nos informam da presença de importantes legiões romanas. São também significativos os achados que permitiram conhecer textos em língua parta.
Foi declarada Patrimônio da Humanidade em 1999, por iniciativa da França.